# Maïmouna Dieye
Pour les articles homonymes, voir Dièye.
Maïmouna Dieye est une femme politique sénégalaise.

## Carrière

### Formation
Maïmouna Dieye est diplômée d'un BTS en actions commerciale à l'Institut Pigier de Dakar et d'un diplôme à l'American English Language Program (AELP) au Michigan en 1987. Elle y décroche également un diplôme en Marketing et communication et un diplôme niveau 4 en arabe à l'Institut islamique en 1989.

### Carrière médicale
Maïmouna Dieye est professionnelle de l'industrie pharmaceutique pendant 30 ans.
Elle travaille en Suisse de 1993 à 2009 comme déléguée médicale du Laboratoire DR Grossmann agency, ainsi qu'en France de 1999 à 2005. Elle est affectée au Mali, en Guinée-Bissau et en République de Guinée de 2000 à 2007 pour les laboratoires Sussex. À partir de 2016, elle est directrice d'agence de représentation des laboratoires pharmaceutiques en Belgique, en Inde et en Italie.

### Carrière sportive
Maïmouna Dieye est ceinture noire en karaté et trois fois championne du Sénégal.

### Carrière militante

#### Le Pastef
Maïmouna Dieye est membre du parti Pastef depuis 2014, dont elle préside le mouvement national des femmes pour le Sénégal et la diaspora. Elle est aussi vice-présidente du parti pour la section Dakar.

#### Engagement pour les femmes
Maïmouna Dieye est secrétaire générale de Business and Professional Women de 2015 à 2017. Elle est également membre du bureau du Caucus des femmes et est chargée de la communication du Conseil sénégalais des femmes depuis 2018.
De 2019 à 2021, elle est chargée des relations publiques puis secrétaire générale de Women international leader for the peace and freedom.
Puis à partir de 2021, elle est membre du Réseau de communication et de développement des femmes du Sénégal (anciennement Femnet Sénégal).
Enfin depuis 2022, elle est membre du bureau de la Convergence panafricaine de souveraineté depuis 2022. Cette même année, elle cofonde l'Alliance de femmes pour l'équité et le développement (AFED).

#### Engagement pour la santé, la solidarité et l'environnement
Depuis 2012, Maïmouna Dieye est présidente de l'Association solidarité entre nous (SENOU), un organisme prenant en charge les Daaras et des actions humanitaires.
En 2016, elle devient secrétaire générale à la communication de la Ligue sénégalaise contre le cancer (LISCA), puis de 2019 à 2024, du secrétariat à la décentralisation.
À partir de 2021, elle est membre du Projet activistes africains pour la justice climatique.

### Carrière politique
Jusqu'à sa nomination, Maïmouna Dieye est mairesse de la Patte d’Oie, un quartier de la banlieue de Dakar sous l'étiquette de la coalition Yewwi Askan Wi, la principale force d'opposition en 2022.
Le 5 avril 2024, Maïmouna Dieye est nommée ministre de la Famille et des Solidarités dans le gouvernement Sonko où elle succède à Thérèse Faye Diouf. Elle prend ses fonctions le 12 avril 2024.
Le principal objectif de son mandat est de placer « la famille, la femme et la solidarité au centre des priorités », notamment en assurant « un financement de la santé endogène et innovant, au profit de la femme et de l’enfant » où la prévention sera centrale.